# Ritratto di giovane (Tiziano Ajaccio)
Il Ritratto di giovane è un dipinto a olio su tela (90x73 cm) di Tiziano, databile al 1517-1520 circa e conservato nel Museo Fesch ad Ajaccio, come deposito dal Louvre.

## Storia
L'opera faceva parte delle collezioni di Luigi XIV, forse acquistato dallo Jabach. L'autografia di Tiziano venne accettata da quasi tutti i principali studiosi.

## Descrizione e stile
Da uno sfondo scuro emerge un personaggio maschile a mezza figura, girato frontalmente verso lo spettatore e indossante un cappello nero, una casacca dello stesso colore e una camicia bianca. Alle mani tiene guanti di pelle, uno dei quali, il destro, è sfilato e tenuto nel pugno. Intensa è l'individuazione fisiognomica e il colloquio psicologico con lo spettatore.
L'uomo effigiato ha una certa somiglianza con il Ritratto di giovane, sempre di Tiziano, a Monaco di Baviera.